# Randall Collins
Randall Collins (ur. 29 lipca 1941 w Knoxville) – amerykański socjolog, autor teorii konfliktu społecznego, teorii łańcuchów rytuałów interakcyjnych, teorii kredencjalizmu a także globalnej zmiany intelektualnej (socjologii filozofowania).
W swych poglądach chętnie nawiązywał do klasyków socjologii takich jak Émile Durkheim, Erving Goffman, George Herbert Mead, Karol Marks czy Max Weber. W teorii konfliktu uznał, że najważniejszy podział w społeczeństwie występuje między rozkazodawcami i rozkazobiorcami. Jest to podstawa zróżnicowania społeczeństwa, które jest głównym źródłem konfliktów. Rozkazodawcy cechują się energią, aktywnością, pewnością siebie, wysokim poziomem identyfikacji z organizacją, a rozkazobiorcy biernością, wyobcowaniem z organizacji, zatomizowaniem.
Opisując rytuały interakcyjne, obejmujące według niego całość życia społecznego, zakłada, że uczestniczące w nich jednostki oddziałują na siebie werbalnie i pozawerbalnie, współdzielą swoje emocje i doświadczenia (wspólny nastrój) oraz są świadome symboli lub działań, na których się skupiają w czasie interakcji (wzajemne skupienie uwagi). Ponadto da się zawsze określić bariery izolujące je od osób, które znajdują się poza sytuacją rytuału. Konsekwencjami rytuału są większa solidarność grupowa i energia emocjonalna jednostek, poczucie szacunku do symboli, wokół których skupiał się rytuał (obiekty święte) i poczucie dumy z przynależenia do grupy (normy moralne).
Symbol, wokół którego ogniskują się interakcje, nie jest tożsamy z dostępnym publicznie emblematem. Emblemat jest jego nośnikiem. Symbole istnieją w trzech sferach:
- w pierwotnej sferze interakcji, w której symbole są wytwarzane;
- we wtórnej sferze interakcji, w której symbole są podtrzymywane i wzmacniane poprzez energię emocjonalną;
- w sferze umysłowej jednostki (trzeciej sferze), w której symbole „cyrkulują”, co jest efektem wcześniejszych interakcji[4].

W czasie rytuałów interakcyjnych jednostki nasycają się energią emocjonalną, która z kolei pozwala im na zarażanie innych jednostek symbolami (symbole przenoszone są do innych umysłów). Odseparowanie uczestników rytuału od otoczenia, podobnie jak cielesna obecność (bez pośrednictwa mediów) zwiększa poczucie współobecności i siłę emocji. Collins nie koncentruje się na emocjach będących krótkotrwałymi afektami, takimi jak radość, strach lub złość, ale bierze pod uwagę trwalsze emocje, które mogą pobudzać ludzi do inicjowania interakcji.

## Publikacje
- Conflict Sociology: Toward an Explanatory Science, Nowy Jork: Academic, (1975).
- Four Sociological Traditions, Oxford University Press, (1985–1994). ISBN 0-19-508208-7
- Macro-History: Essays in Sociology of the Long Run, Stanford: Stanford University Press, (1999).
- Interaction Ritual Chains, Princeton University Press, (2004). ISBN 0-691-12389-6
- Violence: A Micro-Sociological Theory, Princeton University Press, (2008).